# Avi Shlaïm
Avi Shlaim (né à Bagdad le 31 octobre 1945) est un historien de nationalités israélienne et britannique, spécialiste du conflit israélo-arabe et professeur émérite de relations internationales à l’université d’Oxford. 
Il fait partie des Nouveaux Historiens israéliens, un groupe d'universitaires israéliens qui après l'ouverture des archives israéliennes et britanniques ont apporté un regard neuf sur l'histoire du sionisme et des événements de 1948 en remettant en cause le récit traditionnel de l'Histoire d'Israël,.

## Biographie
Avi Shlaim est né à Bagdad en 1945, dans une famille juive irakienne, qui en 1950 immigre en Israël durant l'exode des Juifs. 
Après avoir servi plus de deux ans dans l'armée israélienne, il étudie l’histoire à Oxford puis les relations internationales à la London School of Economics. 
En 1988, il défend la thèse d'une collusion entre le royaume hachémite et l'Agence juive, contre les Palestiniens.

## Controverses
Collusion Across the Jordan: King Abdullah, the Zionist Movement, and the Partition of Palestine a été bien accueilli en dehors d'Israël et obtint en 1988 le W. J. M. Mackenzie Book Prize de la Political Studies Association du Royaume-Uni. Toutefois, le livre a une mauvaise réception dans le monde académique israélien,.
Après la publication de son livre The Iron Wall, en 2000, Shlaïm est accusé de critiquer Israël en niant la théorie selon laquelle le pays aurait tendu la main aux pays arabes pour la paix,. Cette thèse lui amène la critique de Joseph Heller et Yehoshua Porath qui affirment que Shlaïm « trompe le lecteur ». L'historien israélien Benny Morris, tout en faisant l'éloge des ouvrages historiques de Shlaim tels que Collusion Across the Jordan et The Iron Wall, a critiqué les travaux les plus récents de Shlaim. Dans une critique négative d'Israël and Palestine, il l'a décrit comme ayant un parti pris anti-israélien et pro-arabe, affirmant que Shlaim a déformé des documents pour donner une représentation unilatérale de l'histoire et tend constamment à dépeindre les Arabes palestiniens comme des victimes tout en vilipendant la cause sioniste et Israël. Morris a également écrit une critique négative de Three Worlds : Memoirs of an Arab-Jew.

## Positions politiques
D'abord proche de la droite israélienne, il adopte une attitude plus distante à l'égard du nationalisme lors de ses études universitaires en Angleterre : « Je me suis progressivement rendu compte que le nationalisme est à la base de la plupart des conflits internationaux. Le problème avec le nationalisme, comme l’a écrit Marylin Monroe dans son journal, c’est qu’il nous empêche de penser. »
Avi Shlaïm est critique à l'égard de la politique coloniale de l’État israélien et défend la solution à un État binational pour résoudre le conflit israélo-palestinien. Shlaïm affirme dans la préface française de son livre Le mur de fer, qu'il s'oppose au « projet colonial sioniste par-delà les frontières de 1967.» Il s'oppose aussi au gouvernement d'Israël lors de la Guerre de Gaza de 2008-2009.
Il critique la théorie du « choc des civilisations » de Samuel Huntington.
En 2015, il a signé un manifeste d'intellectuels juifs - notamment Miriam Margolyes, Ilan Pappe, Michael Rosen, entre autres - en défense de Jeremy Corbyn face aux attaques du journal The Jewish Chronicle.

## Publications
- Collusion Across the Jordan: King Abdullah, the Zionist Movement, and the Partition of Palestine. Columbia University Press, 1988.  (ISBN 978-0231068383). OL 2402608M. W. J. M. Mackenzie Book Prize 1988, de la Political Studies Association.
- The Politics of Partition: King Abdullah, the Zionists, and Palestine, 1921–1951. Oxford University Press, 1990.  (ISBN 978-0198294597). OL 82757M.
- War and Peace in the Middle East: A Concise History. Penguin Books, 1995.  (ISBN 978-0140245646). OL 921594M.
- The Cold War and the Middle East (coéditeur)  Clarendon Press, 1997.  (ISBN 978-0198290995). OL 991628M.
- The Iron Wall: Israel and the Arab World. W. W. Norton & Company, 2001.  (ISBN 978-0713994100). OL 7451659M. Traduit en français par Odile Demange, avec une préface spéciale et une mise à jour (elle constitue la deuxième édition de l'ouvrage), aux éditions Buchet Chastel sous le titre Le mur de fer. Israël et le monde arabe en 2008.
- Lion of Jordan: The Life of King Hussein in War and Peace. Vintage, 2007.  (ISBN 978-1400078288). OL 24083636M.
- Israël face à son passé, avec Shlomo Sand et Derek Penslar (préface de  Dominique Vidal), Les éditions Arkhê, 2010.
- Israel and Palestine: Reappraisals, Revisions, Refutations. Verso, 2009.  (ISBN 978-1844673667). OL 23913926M.
- Three Worlds: Memoirs of an Arab-Jew. Oneworld Publications, 2023.  (ISBN 978-0861544639). OL 39565778M.
- Genocide in Gaza: Israel’s Long War on Palestine. Irish Pages, Dublin 2025.  (ISBN 978-1-7390902-2-7)